# Дардени Прери (Мисури)
Дардени Прери (енгл. Dardenne Prairie) град је у америчкој савезној држави Мисури.

## Демографија
По попису из 2010. године број становника је 11.494, што је 7.11 (162,2%) становника више него 2000. године.
| Група             | 2000.         | 2010.          |
| Белци             | 4.202 (95,8%) | 10.262 (89,3%) |
| Афроамериканци    | 73 (1,7%)     | 404 (3,5%)     |
| Азијати           | 42 (1,0%)     | 404 (3,5%)     |
| Хиспаноамериканци | 42 (1,0%)     | 234 (2,0%)     |
| Укупно            | 4.384         | 11.494         |